# Семейное право
Семейное право — система правовых норм, регулирующих семейные отношения, то есть личные и связанные с ними имущественные отношения, возникающие между гражданами во время брака, родства, усыновления, принятия детей в семью на
воспитание.
Семейное право регулирует определённый вид общественных отношений — семейные отношения, которые возникают из факта брака и принадлежности к семье. Большая часть этих отношений носит неимущественный характер, но часто они переплетаются с имущественными отношениями. Любовь, брак, взаимное уважение, личная свобода, воспитание в семье, привязанность, доверие друг к другу, ответственность и тому подобные отношения относятся к категории неимущественных отношений. Однако вступление в брак порождает и имущественные отношения — появляется общее имущество, обязанность взаимной материальной поддержки, содержания детей. Личные неимущественные отношения в семье являются главными. В семейных отношениях находят свою реализацию существенные интересы человека.
Субъектами семейных правоотношений выступают супруги, родители и дети, усыновители и усыновлённые, бабушки, деды, прабабушки, прадеды, внуки, правнуки, родные братья и сестры, мачехи, отчимы, падчерицы, пасынки.
 Статья 2. Отношения, регулируемые семейным законодательством. ↵↵ Семейное законодательство устанавливает условия и порядок вступления в брак, прекращения брака и признания его недействительным, регулирует личные неимущественные и имущественные отношения между членами семьи: супругами, родителями и детьми (усыновителями и усыновленными), а в случаях и в пределах, предусмотренных семейным законодательством, между другими родственниками и иными лицами, а также определяет формы и порядок устройства в семью детей, оставшихся без попечения родителей.

## Предмет
Предмет регулирования семейного права — имущественные и связанные с ними неимущественные отношения в семье, то есть брачно-семейные отношения в семье, которые включают в себя и регулируют:
- порядок и условия заключения брака; прекращения брака и признания его недействительным;
- личные отношения между супругами (например, отношения по поводу выбора рода занятий, места жительства);
- имущественные (владение, пользование, распоряжение имуществом) и не имущественные отношения между родителями и детьми (например, по воспитанию и образованию детей) и другими членами семьи (например, СК РФ устанавливает право ребёнка на общение с бабушкой, дедушкой, братьями, сёстрами и другими родственниками, обязанности пасынков и падчериц по содержанию отчима и мачехи);
- усыновление, опеку и попечительство (в случаях смерти родителей, лишения их родительских прав, ограничения их в родительских правах и других случаях).

## Различия в семейном праве различных стран
До XX века в семейном праве большинства стран сохранялось много положений, связанных с традициями патриархальной семьи и религиозными нормами. Начиная с 1960-х годов во многих странах проводились реформы семейного законодательства, пик которых приходился на середину 1970-х годов.
Брак может заключаться в различной форме:
- в гражданской форме (Франция, ФРГ, Япония);
- в гражданской или религиозной форме по выбору супругов (Испания, Италия, Англия, Канада). В Англии брак по обрядам иных, нежели англиканское, вероисповеданий признаётся гражданским;
- только в религиозной форме (Лихтенштейн, Израиль, некоторые штаты США и отдельные провинции Канады, исламские страны — Иран, Ирак и др. До 1982 г. Греция).

В одних странах допускаются браки между двоюродными братьями и сёстрами (Англия, многие штаты США), а в других — нет.
В ряде стран разрешены однополые браки.
В некоторых странах существует запрет для женщин в течение определённого срока вступать в новый брак после смерти мужа, развода или признания брака недействительным: во Франции и Швейцарии — 300 дней, в ФРГ — 10 месяцев. Цель такого запрета — стремление предотвратить возможные споры об установлении отцовства и о наследстве. В ряде штатов США сохраняются временные ограничения на вступление в повторный брак супруга, виновного в разводе (по причине, как правило, супружеской измены).
В большинстве зарубежных стран существует принцип свободы развода. Однако до сих пор есть страны, законодательство которых не допускает развод. Это в основном католические страны: Аргентина, Колумбия и др. Сравнительно недавно развод был разрешён в Италии (1970 г.), Португалии (1976 г.) и Испании (1981 г.). Последней в Европе в 1995 г. развод узаконила Ирландия. В ряде исламских стран права мужа и жены в отношении инициирования развода неодинаковы.
Во многих странах, прежде всего там, где не разрешается развод, важное значение имеет судебное разлучение супругов. В странах, в которых допускается расторжение брака, решение о разлучении (сепарации) обычно используется в качестве промежуточной стадии перед разводом (Англия, Франция и др.). В некоторых католических странах супруги вправе заключить соглашение о раздельном проживании, оговорив его имущественные и личные условия (вплоть до сохранения супружеской верности).
Существует три основных вида правового режима имущества супругов:
- общность имущества на имущество, нажитое в браке (Россия, Франция, Испания, некоторые штаты США);
- раздельность имущества (Англия, некоторые штаты США);
- смешанный режим (иногда называют режимом «отложенной общности»), при котором в период нахождения в браке супруги распоряжаются имуществом раздельно, а в случае развода их имущество становится общим и делится поровну (ФРГ, Финляндия, Исландия, Швеция, Дания, Норвегия).

Основанием применения того или иного режима может быть либо закон (легальный режим), либо брачный договор.
Существуют различия и в порядке управления имуществом супругов. В некоторых странах закон прямо предусматривает равные права супругов на управление общим имуществом. В других странах предусмотрено, что общим имуществом управляет муж.
Законодательство ФРГ и Франции предусматривает взаимную обязанность супругов по содержанию семьи и оказанию друг другу материальной помощи. Но в английском праве в целом сохраняется традиционный подход, согласно которому обеспечение жены всем необходимым и предоставление ей содержания является одной из основных обязанностей мужа.
Многие западноевропейские страны не присоединились к Европейской конвенции по легальному статусу детей, рождённых вне брака (15 октября 1975 г.), согласно которой «внебрачный ребёнок имеет те же права наследования после отца и матери, а также после родственников отца и родственников матери, что и законнорождённый ребёнок». В Греции и Италии внебрачные дети ограничены в праве свободного проживания в доме своего отца, зачастую они ограничены в праве наследования.